# Xylocopa graueri
Xylocopa graueri är en biart som beskrevs av Maidl 1912. Xylocopa graueri ingår i släktet snickarbin, och familjen långtungebin. Inga underarter finns listade i Catalogue of Life.